# Рогатая квакша
Рогатая квакша, или пальмовая лягушка, или макана-хамбато (лат. Hemiphractus bubalus) — вид лягушек, бесхвостых земноводных из семейства Hemiphractidae.
Рогатая квакша распространена на северо-западе Южной Америки в верховьях бассейна Амазонки и нижних амазонских склонах Анд на юге Колумбии, в Эквадоре и на севере Перу, встречается на высоте от 300 до 2 000 м над уровнем моря. Обитает в предгорных лесах и густых облачных лесах, где держится на ветвях кустов и небольших деревьев. В Эквадоре и Перу была обнаружена в очень влажном лесу, где земля и большинство деревьев были покрыты мхом. Виды этого рода, по-видимому, являются одними из наиболее чувствительных к изменению среды обитания видов лягушек, поскольку все находки этого вида были сделаны в нетронутых лесных местообитаниях. При последующих посещениях этих участков, после того как произошли изменения среды обитания, эти амфибии обнаружены не были.
Вид размножается прямым развитием, икринки переносятся в сумке на спине самки. Вероятно, это специализированный хищник других видов лягушек, который выживает только в районах с высокой плотностью лягушек.
Редкий вид. В течение 1967—1988 годов исследователи выявляли 13 особей в час на человека в Эквадоре в Рио-Асуэле, Сукумбиос. Однако при исследованиях в том же районе в 2000—2003 гг. не было обнаружено ни одной особи. В 2009 г. два экземпляра были собраны в Миази-Альто в Самора-Чинчипе в Эквадоре и один экземпляр был собран в Нангарице, Самора-Чинчипе, в августе 2010 года. Последний раз вид наблюдался в Эквадоре в Национальном парке Подокарпус в 2015 году. В Колумбии ежегодные исследования в период 2008—2016 гг. в пределах зарегистрированного ареала не выявили присутствия этого вида. Однако в 2017 году он наблюдался в хорошо сохранившемся облачном лесу на водоразделе между Асеведо, Уила и Белен-де-лос-Андакиес, Какета. Учитывая высокие темпы утраты среды обитания на большей части ареала этого вида в результате развития инфраструктуры, лесозаготовок и расширения сельского хозяйства, а также обширных горнодобывающих проектов в Кордильера-дель-Кондор, предполагается, что популяция сократилась на более 30 % за 10 лет с 2015 по 2025 годы.
Виду угрожают высокие темпы исчезновения лесов из-за развития инфраструктуры населенных пунктов, лесозаготовок и развития сельского хозяйства (в том числе для выращивания сельскохозяйственных культур и животноводства). В южной части ареала горнодобывающая деятельность наносит ущерб среде обитания этого вида. Хотя лесная среда обитания все ещё остается в пределах ареала этого вида, он очень чувствителен к небольшим изменениям среды обитания, и скорость исчезновения лесов на большей части его ареала (эквадорская часть) очень высока.
В пределах его ареала в амазонских предгорьях Анд есть несколько охраняемых территорий. Места обитания вида находятся в Национальном парке Каямбе-Кока и Национальном парке Сумако Напо-Галерас в Эквадоре. В Перу он имеет правовую защиту, обеспечиваемую Классификацией видов дикой фауны, находящихся под угрозой исчезновения (Decreto Supremo Nº004-2014-MINAGRI), которая запрещает любую охоту, отлов, хранение, транспортировку или экспорт этого вида в коммерческих целях. Для сохранения этого вида необходимо расширение эффективной охраны лесов и дальнейшее управление существующими охраняемыми территориями.

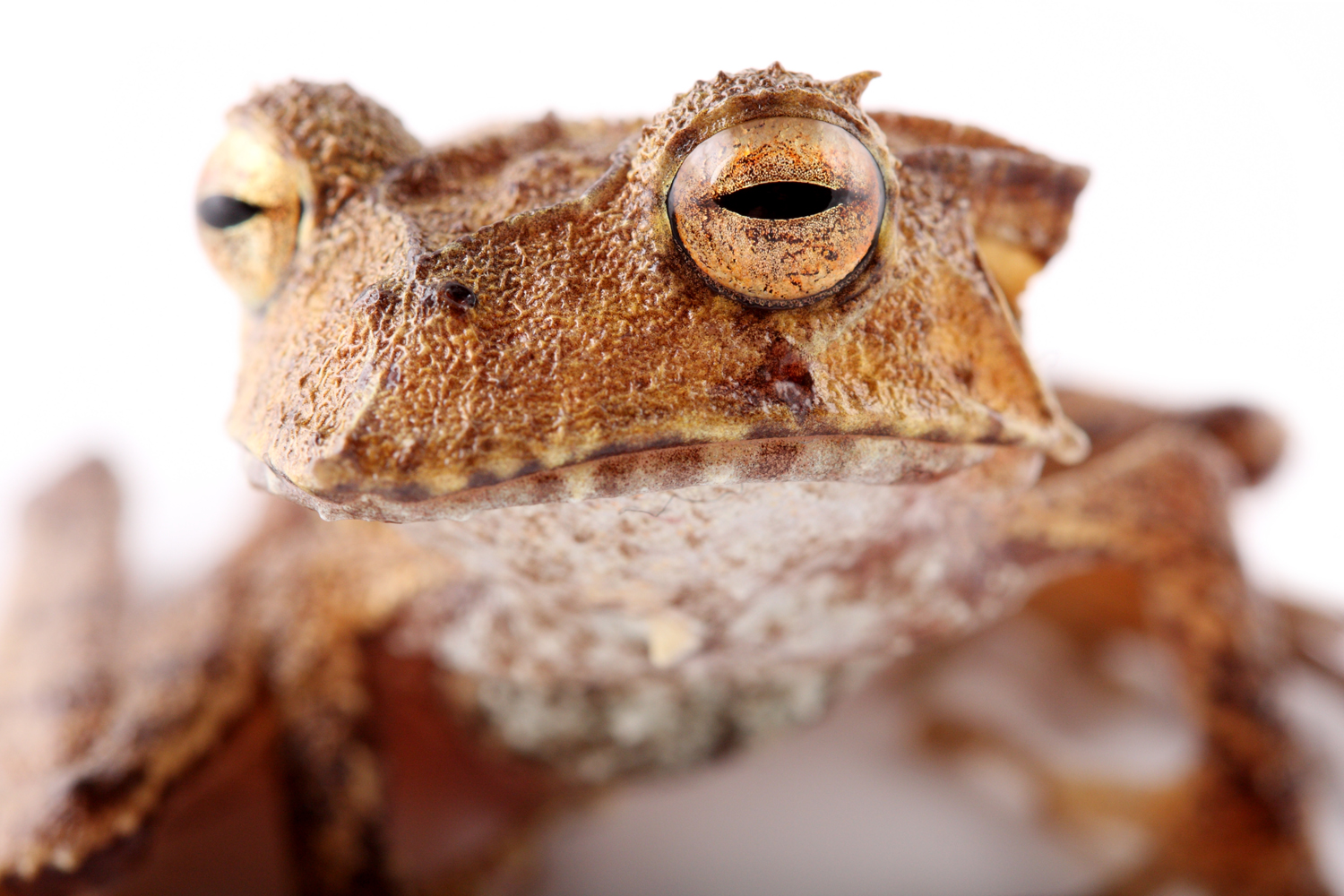
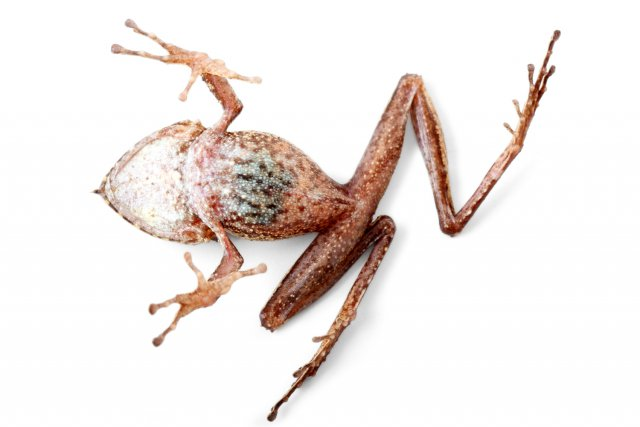